# Якутово
Яку́тово (рос. Якутово, башк. Яҡут) — присілок у складі Куюргазинського району Башкортостану, Росія. Входить до складу Мурапталовської сільської ради.
Населення — 343 особи (2010; 344 в 2002).
Національний склад:
- башкири — 95%